# ハワード・ドゥイッチ
ハワード・ドゥイッチ（Howard Deutch, 1950年9月14日 - ）は、アメリカ合衆国の映画監督、テレビドラマ監督。ハワード・ドイッチとも表記される。

## 来歴
ニューヨークにユダヤ系アメリカ人の子として生まれる。オハイオ州立大学卒業。
父親が代表を務めるユナイテッド・アーティスツ・レコードで働き、ビリー・アイドルやビリー・ジョエルのミュージック・ビデオの監督を務めた後、映画監督デビュー。主にジョン・ヒューズをプロデューサーに迎えて青春映画やコメディ映画を多く撮ったほか、テレビドラマも撮っている。
1989年に女優のリー・トンプソンと結婚、2人の娘・マデリーンとゾーイも女優となった。

## 主な作品
映画
- プリティ・イン・ピンク/恋人たちの街角 Pretty in Pink (1986)
- 恋しくて Some Kind of Wonderful (1987)
- 大混乱 The Great Outdoors (1988)
- ドク・ソルジャー/白い戦場 Article 99 (1992)
- ゲッティング・イーブン Getting Even with Dad (1994)
- ラブリー・オールドメン/釣り大将LOVE LOVE日記 Grumpier Old Men (1995)
- おかしな二人2 The Odd Couple II (1998)
- リプレイスメント The Replacements (2000)
- 隣のヒットマンズ 全弾発射 The Whole Ten Yards (2004)
- 2日間で上手に彼女にナル方法 My Best Friend's Girl  (2008)

テレビドラマ
- ハリウッド・ナイトメア Tales from the Crypt (1989-1990)
- メルローズ・プレイス Melrose Place (1992)
- キャロライン in N.Y. Caroline in the City (1996-1998)
- ビッグ・ラブ Big Love (2011)
- ハリーズ・ロー 裏通り法律事務所 Harry's Law (2011-2012)
- リンガー 〜2つの顔〜 Ringer (2011-2012)
- 地味っこジェーンの大胆な放課後 Jane by Design (2012)
- ウェアハウス13 〜秘密の倉庫 事件ファイル〜 Warehouse 13 (2012-2013)
- 恋するインターン Emily Owens M.D. (2012-2013)
- CSI:ニューヨーク CSI: NY (2012-2013)
- トゥルーブラッド True Blood (2013)
- アメリカン・ホラー・ストーリー American Horror Story (2013-2015)
- ストレイン 沈黙のエクリプス The Strain (2015)
- CSI:サイバー CSI: CYBER (2015-2016)
- アウトキャスト Outcast (2016-2017)
- Empire 成功の代償 Empire (2016-2018)
- ヤング・シェルドン Young Sheldon (2017, 2020)